# Angelique Etoile
Angelique Etoile (アンジェリーク エトワール?) è un videogioco simulatore di appuntamenti sviluppato dalla Koei e pubblicato dalla NEC Home Electronics per Windows il 19 dicembre 2003 e per PlayStation 2 il 16 settembre 2004 esclusivamente in Giappone. Una versione economica del gioco per PlayStation 2 è stata pubblicata il 27 dicembre 2007. Il gioco è il quarto capitolo della serie Angelique. Il character design del videogioco è di Kairi Yura.

## Trama
Protagonista è Ange, una ragazza abitante del cosmo governato dalla regina Angelique Limoges, che deve salvare il cosmo in quanto "Etoile legendaria". Sono presenti tutti i personaggi dei precedenti giochi, più tre nuovi guardiani.